# Kırkkuyu, Eğil
Kırkkuyu là một xã thuộc huyện Eğil, tỉnh Diyarbakır, Thổ Nhĩ Kỳ. Dân số thời điểm năm 2008 là 197 người.